# Charlotte Joko Beck
Charlotte Joko Beck (* 27. März 1917 in New Jersey; † 15. Juni 2011 in Prescott, Arizona) war eine US-amerikanische Autorin, Zen-Lehrerin und Zen-Meisterin.

## Leben
Charlotte Joko Beck wurde in New Jersey geboren. Sie studierte Musik am Oberlin Conservatory of Music und arbeitete als Pianistin und Klavierlehrerin. Sie heiratete und hatte vier Kinder. Nach der Trennung von ihrem Mann arbeitete sie als Lehrerin, Sekretärin und Assistentin an der University of San Diego.
Als sie in ihren 40ern war, begann sie in Los Angeles Zen mit Hakuyu Taizan Maezumi zu praktizieren. Später praktizierte sie auch mit Yasutani Roshi und Soen Roshi. Sie erhielt Dharma-Übertragung von Taizan Maezumi Roshi und eröffnete 1983 das San Diego Zen Center, das sie bis Juli 2006 leitete.
Beck war für eine Reihe wichtiger Innovationen in der Zen-Lehre verantwortlich. Da sie es verstand, den Schülern beizubringen, mit ihren psychologischen Zuständen zu arbeiten, zog sie eine Reihe von Schülern an, die sich für die Beziehung zwischen Zen und moderner Psychologie interessierten. Mehrere ihrer Dharma-Erben sind praktizierende Psychologen/Psychiater.
Im Jahr 2006 zog Beck nach Prescott (Arizona), wo sie bis zu ihrem Ruhestand gegen Ende 2010 lehrte. Im Frühling 2010 benannte C.J. Beck Gary Nafstad als ihren Dharma-Nachfolger.
Joko Beck ernannte neun Lehrer:
- Christensen, Larry Jissan
- Christenson, Anna
- Dawson, Geoff
- Howard, Gregg
- Magid, Barry (geb.1949)
- Nafstad, Gary
- Penn, Barbara Muso
- Smith, Elihu Genmyo (geb.1948)
- Rizzetto, Diane Eshin (geb.1942)

Charlotte Joko Beck verstarb am 15. Juni 2011 in Prescott (Arizona) im Alter von 94 Jahren.

## Bücher

### Deutsch
- Zen im Alltag: Goldmann Verlag (2011), ISBN 978-3-442-21961-2
- Zen und das alltägliche Wunder: Wie wir lernen, das Leben anzunehmen es ist; Hrsg.O.W. Barth; 1. Edition (2022), ISBN 978-3-426-29332-4

### Englisch
- Everyday Zen: Love and Work (edited by Steve Smith; 1989), ISBN 0-06-060734-3.
- Nothing Special: Living Zen (1993), ISBN 0-06-251117-3.
- Ordinary Wonder, Shambhala Publication (2021), ISBN 978-1-61180-877-3